# Boloceropsis platei
Boloceropsis platei är en havsanemonart som beskrevs av McMurrich 1904. Boloceropsis platei ingår i släktet Boloceropsis och familjen Actiniidae. Inga underarter finns listade i Catalogue of Life.